# 중화우정

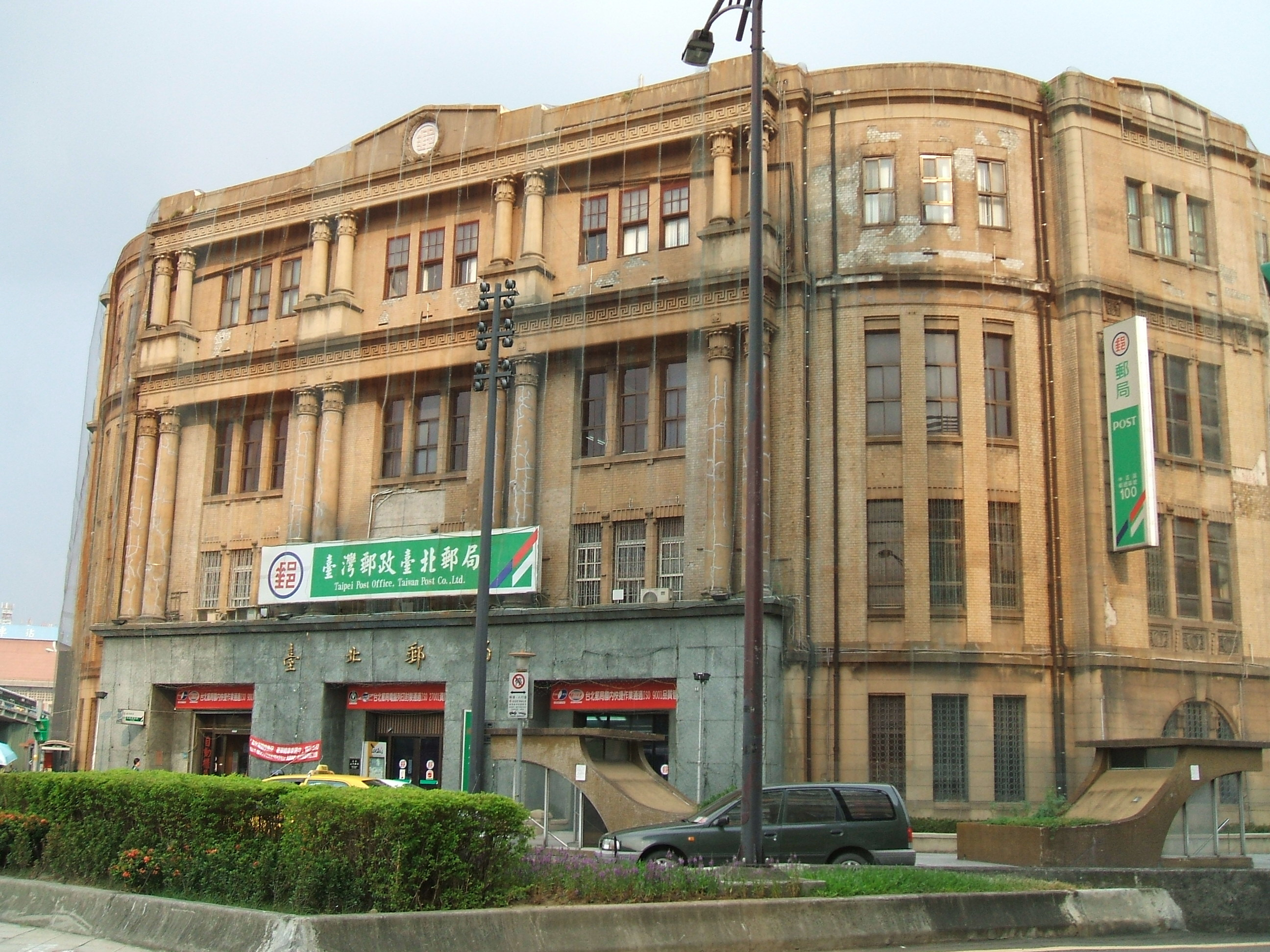
타이베이 우체국 건물은 대만일치시기였던 1930년에 세워진 콘크리트 건물로, 쇼와 시대 초기의 건축 양식이 반영된 문화재이다.

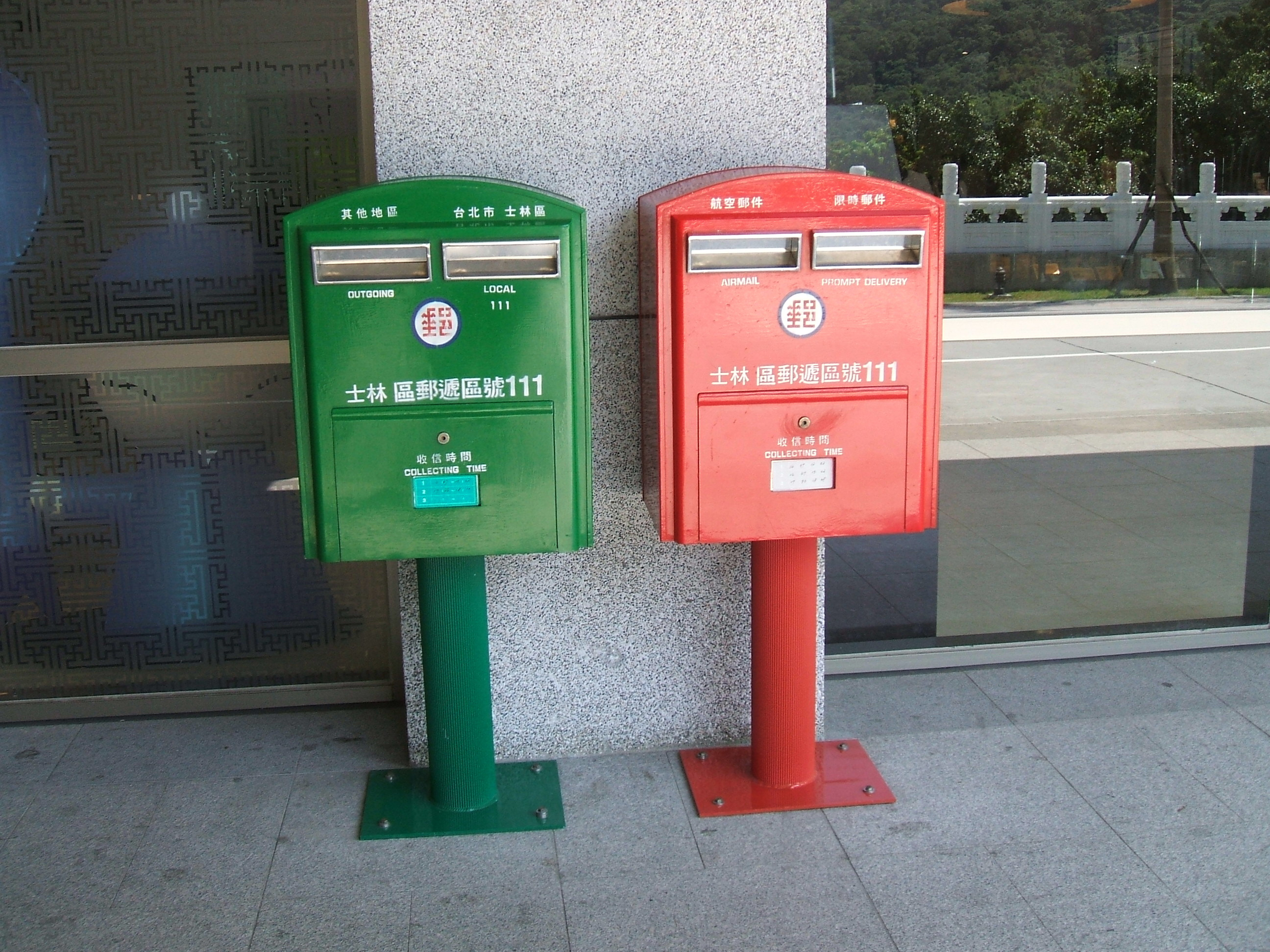
중화우정의 우체통

중화우정(中華郵政)은 우편 사업과 우편 저금 사업을 운영하는 대만(중화민국)의 공공 사업체이다.

## 개요
정식 명칭은 중화우정 주식유한공사(中華郵政股份有限公司)이다. 중화우정은 1878년 이홍장에 의해서 설립된 중국의 역사에서 최초의 근대적 우편 업무 기관인 대청우정진국을 시초로 한다. 타이완에도 분국이 설치되었으나 일본 제국에 할양 된 이후 폐쇄되어 일본 제국 체신성이 관할하게 된다. 1945년 타이완이 중화민국에 반환됨과 동시에 다시 중국의 관할 지역으로 편입되었다. 1949년 국부천대 때 중화민국 정부와 함께 본부가 타이완으로 건너왔으며, 중화인민공화국이 건국되자 중국 대륙의 연결망을 전부 상실하게 되고 타이완 지구만 관할하게 되었다. 2003년 1월 1일에 조직 개혁을 통해 공기업으로 전환하여, 교통부가 주식 전부를 보유하는 국영 '중화우정 주식유한공사'가 되었다.
2007년 2월 12일에는 천수이볜 정권이 추진했던 타이완정명운동의 일환으로 타이완우정(臺灣郵政; 또는 대만우정; 정식 명칭은 타이완우정 주식유한공사)으로 개칭하였으나, 국민당의 마잉주가 총통으로 취임한 이후 2008년 8월 1일에 다시 중화우정으로 바뀌었다. 중화우정은 만국우편연합에 가입하지 않았지만, 국제 우편망에서 제외되어 있는 것은 아니며, 일본이나 대한민국을 거쳐서 온다. 중국 대륙 (중화인민공화국의 영역)으로 우편물을 보내는 것도 가능하다.

## 같이 보기
- 중국우정